# Экспресс АМ11
Экспресс-AM11 — российский телекоммуникационный спутник, созданный НПО ПМ совместно с группой Alcatel Space, по заказу ФГУП «Космическая связь». Был предназначен для предоставления пакета мультисервисных услуг: цифрового телерадиовещания, телефонии, видеоконференцсвязи, передачи данных, доступа в интернет. Кроме того, позволял создавать сети связи на основе технологии VSAT. В зоне охвата спутника в фиксированном луче находились территория России, стран Ближнего Востока и Азии (С-диапазон — до 48 дБВт в центре зоны). Два перенацеливаемых луча спутника позволяли оказывать современные услуги связи в России, странах СНГ, и на территории от восточного побережья Африки до Юго-Восточной Азии и Австралии (С-диапазон — до 47 дБ·Вт в центре зоны, Ku-диапазон — до 51 дБВт в центре зоны).
Расчётная точка стояния — 96,5° в. д. Введён в эксплуатацию 1 июля 2004 года. Выведен из точки стояния на орбиту захоронения в апреле 2006 года.

## Полезная нагрузка
26 транспондеров C-диапазона мощностью 40 (15 ед.), 70 (10 ед.), 110 (1 ед.) Вт, и полосой пропускания 40 МГц. 4 транспондера Ku-диапазона мощностью 120 Вт, и полосой пропускания 54 МГц.

## Обстоятельства выхода из строя
29 марта 2006 года в 03:41 мск аппарат перестал передавать сигналы. В тот же день рабочая связь со спутником была восстановлена. По данным анализа служебной информации и телеметрии эксперты определили следующее: в результате внешнего воздействия разгерметизирован жидкостный контур системы терморегулирования; космический аппарат получил резкий динамический импульс, потерял ориентацию в пространстве и начал неконтролируемое вращение. Было выдвинуто предположение, что причиной аварии стал «космический мусор». Хотя в СМИ были сообщения, что итоговые выводы комиссии подтвердили первую версию произошедшего, полностью доказать (а равно опровергнуть) эту версию без несоизмеримых затрат специалисты не считают возможным.

## Последствия аварии Экспресс-АМ11
В результате аварии и несогласованных действий операторов наземных и космических систем (ФГУП «РТРС» и ФГУП «Космическая связь») телевизионное вещание федеральных каналов для обычных потребителей Сибири и Дальнего Востока было недоступно. Руководство ФГУП «РТРС» обвинило во всех проблемах оператора космической группировки. ФГУП «Космическая связь» отметило нежелание технических служб РТРС оперативно перенацелить наземные приемные системы на имевшиеся резервные спутники.
В 2006 году между сторонами конфликта (ФГУП «Космическая связь», ФГУП «РТРС», ОАО «Первый канал» и ФГУП «ВГТРК») была согласована и подписана инструкция по взаимодействию при совместном обеспечении трансляции телевидения и радио.
Так, в апреле 2008 года в прессе вновь появились претензии к качеству работы спутников. Как отметило ФГУП «Космическая связь», ряд обстоятельств в этих заявлениях получил недостоверное описание и не соответствовал действительности. Руководство ФГУП «Космическая связь» и ОАО «„ИСС“ имени академика М. Ф. Решетнёва» рассматривают перспективы судебного преследования в связи с распространением заведомо недостоверной информации, порочащей деловую репутацию производителя спутников.